# 巴西的奴隶制

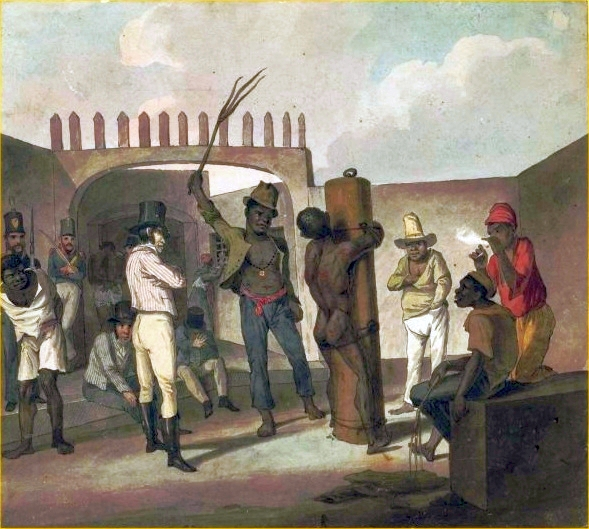
巴西的奴隶制

巴西的奴隶制在巴西殖民地建立之前就已存在。后来葡萄牙人來到巴西後繼續維持奴隸制，葡萄牙人通過巴西奴隶猎取队抓捕當地人並讓這些人成為奴隸。16世纪中叶起，葡萄牙人開始引入黑人奴隸，但巴西境內依然有不少本土原住民奴隸。 
在大西洋奴隸貿易时期，巴西從非洲引入的奴隶比世界上的其他地方都要多。在被賣到新大陆的1200万非洲人中，约有550万人在1540年至19世纪60年代期间被賣到巴西。 
奴隶的勞動給巴西的甘蔗業帶來大量收入，糖是1600年至1650年间是巴西殖民地的主要出口产品。1690年，巴西殖民地境內发现了金矿和钻石矿，因而巴西殖民地對奴隸的需求又再次增加。
18世纪下半叶采矿业衰落后，巴西殖民地对非洲奴隶的需求并未减少。随着人口增长，畜牧业和粮食生产顯得尤為重要，而这两者又严重依赖奴隶劳动。19世纪30年代咖啡的兴起，又有大量黑奴賣到巴西。
1888年5月13日，巴西廢除奴隸制，巴西也是美洲最后一个废除奴隶制的国家。